# 陳仁丰
陳仁丰（1982年1月10日—）（英文：Quincy Tan）是馬來西亞詞曲創作歌手。2005年馬來西亞區亞洲新人賽獲得冠軍及最佳潛質獎。首張個人專輯《音樂故事》於2007年5月12日星馬地區發行。台灣發行專輯名稱為《丰の樂》，於2008年11月11日發行。

## 經歷

### 音樂
- 2006年：首張同名EP於馬來西亞發行。
- 2007年5月12日：首張個人專輯《音樂故事》。
- 2008年11月11日：全新專輯《丰の樂》台灣、中國、香港發行。
- 2012年5月23日：全新單曲《Let Me Be Your Man》(收入於星光夢想村合輯)。

### 活動代言
- 擔任2009年度MOMO購物台形象代言人。

## 外部連結
- 陳仁丰官方Facebook
- 陳仁丰官方微博 （页面存档备份，存于）